# Yves Coppens
Yves Jean Édouard Coppens (Vannes, 9 agosto 1934 – Parigi, 22 giugno 2022) è stato un paleontologo e paleoantropologo francese, dal 2011 professore onorario presso il Collegio di Francia.
Di solito, il suo nome è subito associato a quello della scoperta, nel 1974, dello scheletro dell'ominide Lucy in quanto fu uno dei tre condirettori del gruppo di esploratori.

## Biografia
Figlio di padre (Renato) scienziato della radioattività delle rocce e redattore delle note scientifiche dell'Accademia francese delle scienze, Yves fin dall'infanzia si appassiona per la preistoria e archeologia e molto presto prende parte in prospezioni in territori della Bretagna.
A 22 anni collabora nel laboratorio paleontologico del professore Jean Piveteau della facoltà di scienze di Parigi. Nello stesso anno diventa ricercatore presso il Centro Nazionale Francese delle Ricerche in cui si orienta verso la paleontologia del Quaternario e Terziario.
Nel 1959, è impegnato nel laboratorio dell'Istituto di Paleontologia del Museo nazionale di storia naturale di Francia. Gli viene affidato l'esplorazione di fenomeni biologici del Pliocene con particolare attenzione alle proboscidi portate alla luce da geologi operanti in Africa, che diventeranno l'oggetto della sua tesi di laurea. Fa parte di squadre di ricercatori in Algeria, Tunisia, Indonesia e Filippine.
Nel 1961, durante una missione archeologica in Yaho (Ciad) scopre il cranio di un ominide che per ringraziare la moglie per il suo aiuto, battezza Tchadanthropus uxoris (Il cranio “della moglie dell'homo erectus del Ciad").
Nel frattempo Coppens assume la direzione del Museo dell’uomo di Parigi.
Il novembre del 1974 in Hadar è il giorno che rese famosa l'équipe formata dal paleoantropologo Donald Johanson, geologo Maurice Taieb e paleontologo Yves Coppens: essi scoprirono lo scheletro dell'ominide più vecchio, per ora, del mondo a cui diedero il nome “Lucy”. Al referto ominide, vecchio più di 3 milioni e mezzo di anni, rimase il nome “Lucy” e a Yves Coppens, come agli altri due, un nuovo merito e riconoscimento internazionale.
In seguito Yves Coppens fu nominato 1980 professore presso il Museo Nazionale di scienze naturali e direttore 1983 della ‘Scuola Pratica di Alti Studi’. E quell'anno Coppens fu invitato ad assumere la cattedra di paleontologia e preistoria presso il Collegio di Francia, cattedra che occuperà fino al 2005 per continuare poi come professore onorario.
Dal gennaio 2010 Yves Coppens è il presidente della Commissione incaricata di provvedere alla conservazione della Grotta di Lascaux
Per i suoi meriti scientifici fu premiato, in patria e fuori, innumerevoli volte, e ambito come loro membro da molte accademie e istituzioni riguardanti paleontologia, paleoantropologia e archeologia.

## Teorie

### Evoluzione umana
Yves Coppens era convinto che la paleontologia e la paleoantropologia mostrino sufficienti prove che l'uomo proviene da una lenta ma irrefrenabile evoluzione, la quale tuttavia in questi ultimi millenni ha frenato il suo slancio.
Secondo Coppens, in generale la paleontologia e la paleoantropologia hanno concesso troppa fiducia al caso il quale svolge un grande ruolo soprattutto nella Teoria sintetica dell'evoluzione o Neodarwinismo: “Senza ritornare al lamarckismo, egli scrive, con la trasmissione dei caratteri acquisiti, io credo che occorra domandarsi se certi geni non possano fissamente registrare caratteri acquisiti per opera dell'ambiente circostante. In ogni caso, il “Caso” fa le cose troppo perfettamente per essere credibile...”. Inoltre, propende per la tesi secondo cui “l'evoluzione tecnica e culturale supera quella puramente biologica”, cioè se quella biologica precede nel tempo quella culturale, questa, quale portatrice di trasformazioni più caratteristiche, alla fine vincerà nella nostra specie.
Altra sua scientifica deduzione sta nel fatto che, secondo lui, il religiosus (la percezione del sacro, l'apertura al numinoso) nacque con l'uomo stesso come anche la capacità-necessità della simbolizzazione: “L'evoluzione del cervello rese possibile l'amplificazione delle idee; e portò qualcosa in più: la tendenza al guardare all'infinito e dentro di sé. La prima facoltà fatta emergere fu la “simbolizzazione”.

## Opere
- Origines de l'homme - De la matière à la conscience, Yves Coppens, De Vive Voix, Paris, 2010
- Le Singe, l'Afrique et l'homme, 1983, Fayard, ISBN 2-213-01272-5
- Origines de la bipédie (avec Brigitte Senut), 1992, CNRS, ISBN 2-222-04602-5
- La plus belle histoire du monde (en collaboration avec Hubert Reeves, Joël de Rosnay et Dominique Simonnet), 1996, Seuil, ISBN 2-02-050576-2
- Le genou de Lucy : l'histoire de l'homme et l'histoire de son histoire, 1999, Odile Jacob, ISBN 2-7381-0334-0
- Pré-ambules : les premiers pas de l'homme, 1999, Odile Jacob, ISBN 2-7381-0936-5
- Grand entretien, 2001,
- Les origines de l'homme : réalité, mythe, mode (ouvrage collectif), 2001,Artcom', ISBN
- Aux origines de l'humanité T1 et T2 (avec Pascal Picq), 2002, Fayard
- Berceaux de l'humanité : Des origines à l'Age de bronze, 2003, Larousse
- L'Odyssée de l'espèce, 2003, EPA, ISBN 2-85120-604-4
- Homo sapiens et l'enfant loup, 2004, Flammarion, ISBN 2-08-162798-1
- Chroniques d'un paléontologue, 2004, Odile Jacob, ISBN 2-7381-1112-2
- Histoire de l'homme et changements climatiques, 2006, Collège de France et Fayard, ISBN 2-213-62872-6
- Le Présent du passé. L'Actualité de l'histoire de l'Homme, Éditions Odile Jacobs, en littérature, 2009, Parigi, isbn=978-2-7381-1112-8
- L' Histoire des singes. Yves Coppens raconte nos ancêtres, Odile Jacobs, 2009 en littérature, Parigi, isbn=978-2-7381-2299-5
- Le Présent du passé au carré. La fabrication de la préhistoire, Éditions Odile Jacobs, 2010 en littérature, Parigi, isbn=978-2-7381-2476-0
- La vie des premiers hommes, Éditions Odile Jacobs. 2010 en littérature, Paris, isbn=978-2-7381-2429-6
- Pré-textes. L'homme préhistorique en morceaux, Éditions Odile Jacobs, 2011 en littérature, Parigi, isbn=978-2-7381-2645-0.

Coppens ha anche curato l'aspetto storico-scientifico di racconti-romanzi riguardanti personaggi immaginati nella preistoria, come quello in collaborazione con Pierre Pelot: Sous le vent du monde, Gallimard, Le nom perdu du soleil, 1998; e quello presso Denoël, Le rêve de Lucy, 1997.